# Almotriptan
L'almotriptan est un médicament antimigraineux de type triptan.

## Usage médical
L'almotriptan est un médicament utilisé pour traiter les migraines. Il peut être utilisé chez les personnes de plus de 11 ans Il n'existe pas de preuves suffisantes concernant l'algie vasculaire de la face. Le médicament est pris par voie orale.

## Effets secondaires
Les effets secondaires de ce médicament  comprennent des nausées, une bouche sèche, une somnolence ou un engourdissement. D'autres effets secondaires peuvent inclure des problèmes cardiaques, un accident vasculaire cérébral, un syndrome de Raynaud, un syndrome sérotoninergique ou des maux de tête dus à une surconsommation de médicaments. L'utilisation de ce médicament pendant la grossesse peut nuire au fœtus.

## Histoire
Le médicament a été breveté en 1992 et approuvé pour un usage médical en 2000. Il est disponible sous forme de médicament générique. Au Royaume-Uni, le coût pour le NHS était d'environ 2,80 livres sterling  par dose en 2021. Aux États-Unis, ce montant est d'environ 9 dollars américains.